# Inch'Allah
Inch'Allah è un brano musicale composto dal cantautore Salvatore Adamo pubblicato nel 1967. 
Il brano in Francia ebbe un buon successo, dove rimase per 5 settimane in prima posizione nella hit parade 
In Italia il 45 giri fu pubblicato come retro di Insieme.

## Il testo
Il testo è stato scritto da Adamo nel contesto della tensione internazionale che c'era tra lo stato di Israele ed alcuni stati arabi della Lega Araba che, nel giugno dello stesso anno genererà la Guerra dei Sei Giorni. La canzone, che nell'intenzione dell'autore era un invito alla pace, fu bandita in tutti i paesi arabi perché fu percepita come filo-israeliana.
Nel 1993, nel corso di una tournée internazionale, sotto lo choc dell'Intifada e del conflitto israelo-palestinese Adamo aveva composto una nuova versione della canzone. Il nuovo testo rifletteva le speranze di pace che esistevano allora, e che portarono agli accordi di Oslo tra Yitzhak Rabin e Yassir Arafat.
Il cantante italo-belga, aveva poi cantato la sua nuova versione a Beirut, a Teheran e infine in Israele a Gerusalemme e a Tel-Aviv dove fu accolta positivamente.

## Altre versioni
Questa versione era stata cantata in duetto con la cantante belga Maurane. 
Sono state registrate anche nuove versioni della canzone con Amália Rodrigues e con Calogero, quest'ultima è stata pubblicata nel 2008 nell'album Le Bal Des Gens Bien.